# Psittacoidea
Psittacoidea este o suprafamilie a ordinului Psittaciformes, cu un total de 369 de specii. Papagalii tipici sunt răspândiți pe scară largă, existând specii în Mexic, America Centrală și de Sud, Africa Subsahariană, India, Asia de Sud-Est, Australia și în estul Oceanului Pacific, până în Polinezia.

## Taxonomie
Următoarea clasificare se bazează pe cea mai recentă propunere, care, la rândul său, se bazează pe toate constatările recente relevante.
Familia Psittacidae
- Subfamilia Psittacinae
- Subfamilia Arinae

Familia Psittrichasiidae
- Subfamilia Psittrichasinae
- Subfamilia Coracopsinae

Familia Psittaculidae
- Subfamilia Platycercinae
- Subfamilia Psittacellinae
- Subfamilia Loriinae
- Subfamilia Agapornithinae
- Subfamilia Psittaculinae
- Subfamilia Psittrichasinae